# الولايات الست
الولايات الست ([ولايت سته] خطأ: {{Langx}}: unrecognized language code: ota (مساعدة), Vilâyat-ı Sitte)، أو الولايات الأرمنية الست ([Վեց Հայկական Վիլայեթները] خطأ: {{Langx}}: unrecognized language code: hy (مساعدة)؛ كانت ولايات عثمانية رئيسية يسكنها الأرمن في الدولة العثمانية. لقد كانت تتكون من وان، وأرضروم، ومعمورة العزيز، وبدليس، وديار بكر، وسيواس.

## الاسم
كان مصطلح الولايات الأرمنية الست يستخدم دبلوماسيًا للإشارة إلى المقاطعات العثمانية ذات الأغلبية الأرمنية. في الواقع، كان هذا المصطلح معروفًا في اللغة الدبلوماسية في ذلك الوقت كونه يطلق على منطقة طلبت فيها العديد من القوى العظمى إجراء إصلاحات تكون لصالح الأرمن. استند المصطلح إلى اللغة الرسمية التي اعتمدها الموقعون على معاهدة برلين، وهي الوثيقة الختامية لاجتماع برلين عام 1878م، في المادة الحادية والستين: "يتعهد الباب العالي بتنفيذ التحسينات والإصلاحات التي تتطلبها المتطلبات المحلية في المقاطعات التي يسكنها الأرمن، دون تأخير، وضمان أمنهم ضد الشركس والأكراد".

## السكان

### المجموعات العرقية

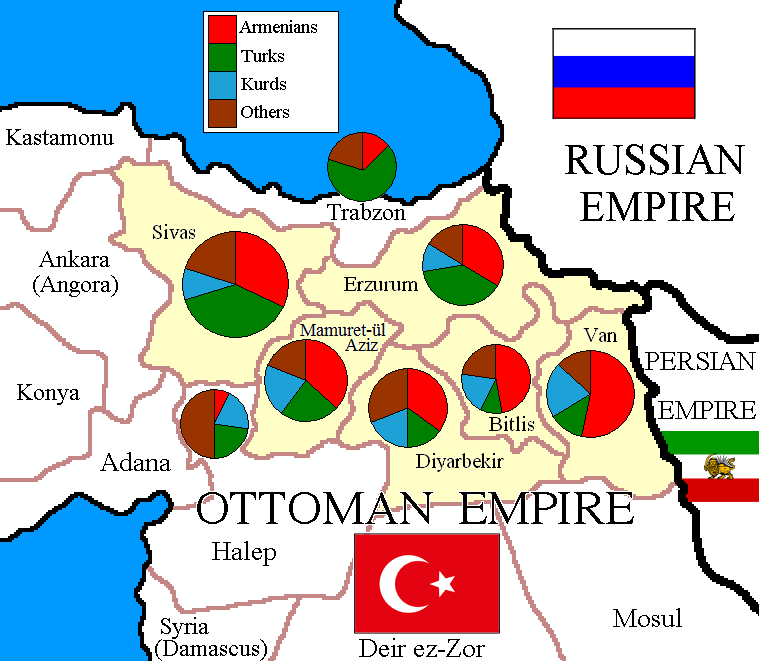
خريطة عرقية للولايات الست حسب بطريركية القسطنطينية للأرمن الأرثوذكس عام 1912م.

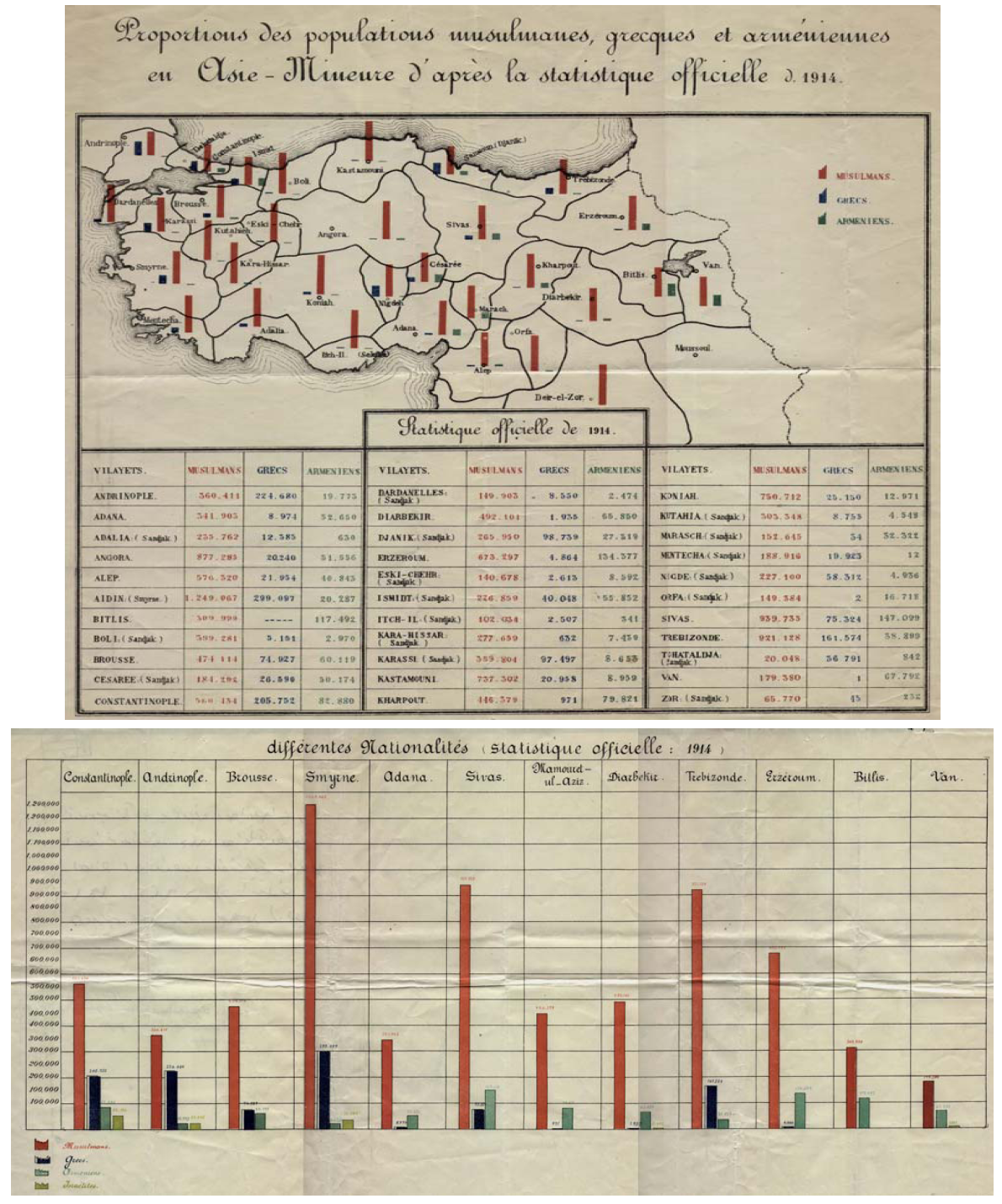
عدد السكان الأرمن في الدولة العثمانية حسب إحصاءات السكان الرسمية لعام 1914م.

تحليل إحصائي للعناصر العرقية في الولايات العثمانية من قبل البطريرك الأرمني في القسطنطينية، عام 1912م.
ملاحظة: يستثني التحليل أجزاء معينة من هذه المحافظات حيث يشكل الأرمن عنصرًا ثانويًّا فقط. وهذه الأجزاء هي كما يلي: كاريي في ولاية وان؛ وجنوب سعرد في ولاية بدليس؛ وجنوب ولاية ديار بكر؛ وجنوب ملطية في ولاية معمورة العزيز؛ وشمال غرب وغرب ولاية سيواس.
| المجموعات العرقية | بدليس   | ديار بكر | أرضروم  | معمورة العزيز | سيواس   | وان     | المجموع   | النسبة المئوية |
| --- | ------- | -------- | ------- | ------------- | ------- | ------- | --------- | -------------- |
| الأرمن | 180,000 | 105,000  | 215,000 | 168,000       | 165,000 | 185,000 | 1,018,000 | 38.9           |
| الأتراك1 | 48,000  | 72,000   | 265,000 | 182,000       | 192,000 | 47,000  | 806,000   | 30.8           |
| الأكراد2 | 77,000  | 55,000   | 75,000  | 95,000        | 50,000  | 72,000  | 499,000   | 19.1           |
| آخرون3 | 30,000  | 64,000   | 48,000  | 5,000         | 100,000 | 43,000  | 290,000   | 11.1           |
| المجموع | 382,000 | 296,000  | 630,000 | 450,000       | 507,000 | 350,000 | 2,615,000 | 100            |
| 1بما في ذلك القزلباش 2بما في ذلك الزازا 3آشوريون/سريان/كلدان (النساطرة، واليعاقبة، والكلدانيين)، والشركس، واليونانيون، واليزيديين، والفرس، وشعب اللاز، والغجر |         |          |         |               |         |         |           |                |

إحصاءات السكان الرسمية العثمانية، عام 1914م
ملاحظة: لا تقدم إحصاءات السكان العثمانيين معلومات عن المجموعات العرقية المسلمة المنفصلة مثل الأتراك والأكراد والشركس وما إلى ذلك.
إن الإحصاءات الرسمية للسكان العثمانيين لعام 1914م، والتي استندت إلى تعداد سابق، قللت من تقدير عدد الأقليات العرقية، بما في ذلك عدد الأرمن. لم تحدد الشخصيات العثمانية أي مجموعات عرقية، بل مجموعات دينية فقط. بالتالي فإن تعداد السكان "الأرمن" كما أحصته السلطات يشمل فقط أصحاب العرقية الأرمنية الذين كانوا أيضًا من أتباع الكنيسة الرسولية الأرمنية. لقد أُعتبر الأرمن ذوي الأصل العرقي الذين اعتنقوا الديانة الإسلامية، والذين تزايد عددهم بحلول ذلك الوقت، "مسلمين" فقط (وليسوا أرمنًا مسلمين أو أرمن)، في حين تم اعتبار البروتستانت الأرمن، تمامًا مثل اليونانيين البنطيين، ويونانيو القوقاز، واللاز، على أنهم "آخرين".
| المجموعات العرقية | بدليس   | ديار بكر | أرضروم  | معمورة العزيز | سيواس     | وان     | المجموع   | النسبة المئوية |
| ----------------- | ------- | -------- | ------- | ------------- | --------- | ------- | --------- | -------------- |
| المسلمون          | 309,999 | 492,101  | 673,297 | 446,376       | 939,735   | 179,380 | 3,040,888 | 79.6           |
| الأرمن            | 119,132 | 65,850   | 136,618 | 87,862        | 151,674   | 67,792  | 628,928   | 16.5           |
| آخرون             | 44,348  | 4,020    | 5,797   | 4,047         | 78,173    | 11,969  | 148,354   | 3.9            |
| المجموع           | 473,479 | 561,971  | 815,712 | 538,285       | 1,169,582 | 259,141 | 3,818,170 | 100            |

خرائط
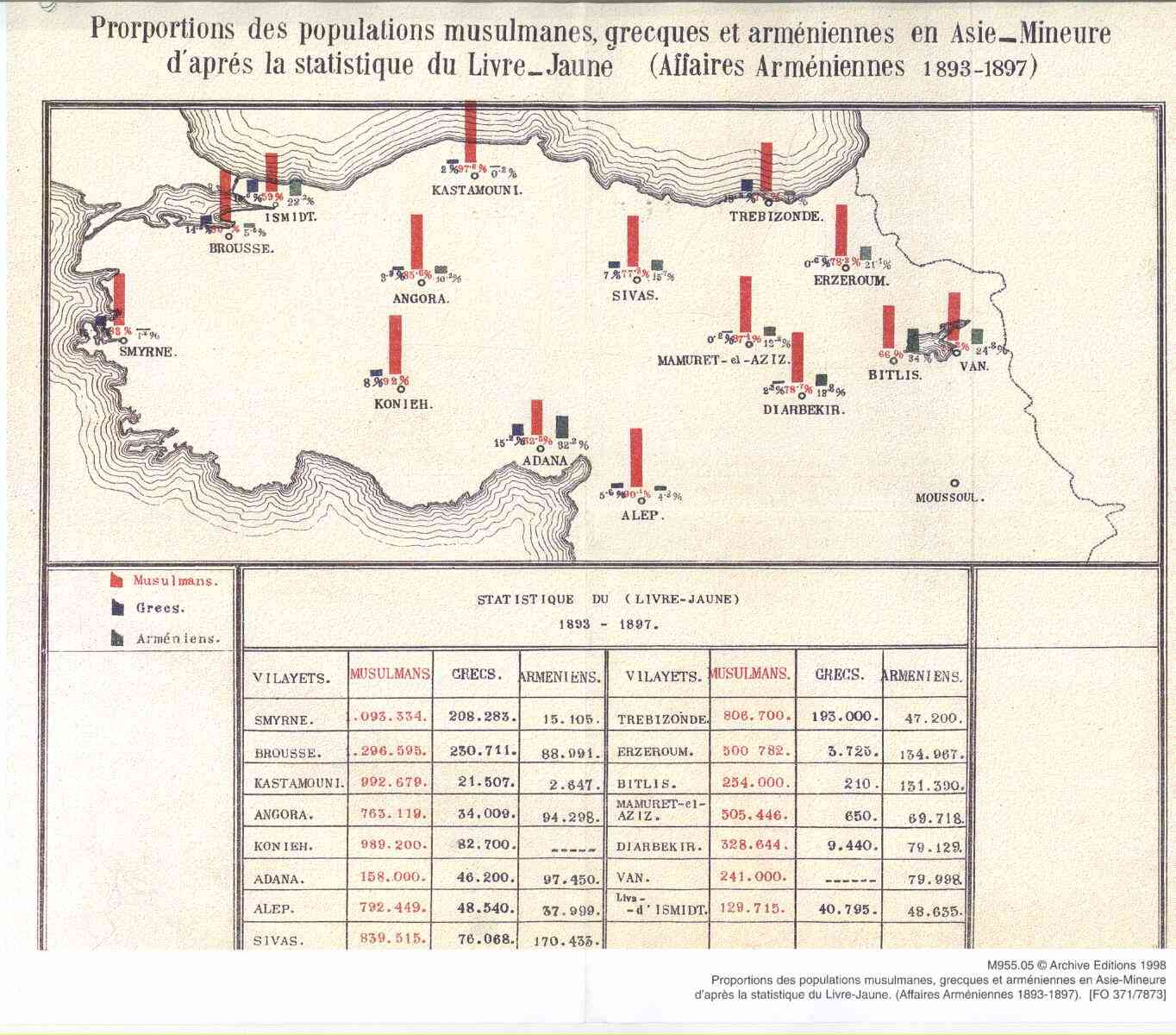
السكان الأرمن في السنوات من 1893م حتى 1896م.
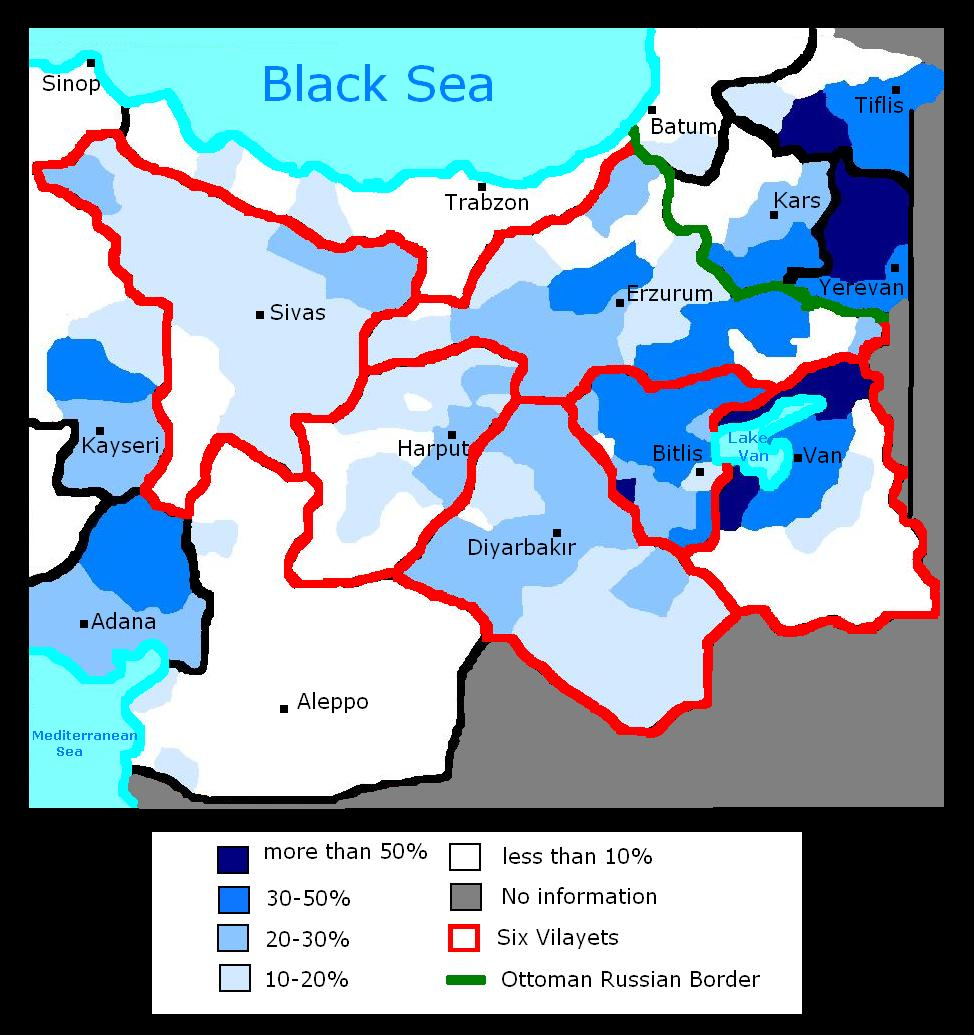
السكان الأرمن في الولايات الست.

### أكبر المدن
جميع الأرقام تعود إلى أوائل القرن العشرين.
| المدينة       | الولاية             | السكان  | الأرمن | النسبة المئوية |
| ------------- | ------------------- | ------- | ------ | -------------- |
| وان           | ولاية وان           | 40,000  | 25000  | 62.5%          |
| سيواس         | ولاية سيواس         | 60,000  | 30,000 | 50%            |
| أرضروم        | ولاية أرضروم        | 60,000  | 15,000 | 25%            |
| معمورة العزيز | ولاية معمورة العزيز | 12,000  | 6000   | 50%            |
| بدليس         | ولاية بتليس         | 30,000  | 7000   | 23%            |
| ديار بكر      | ولاية ديار بكر      | 150,000 | 45,000 | 33%            |
| أرابجير       | ولاية معمورة العزيز | 20,000  | 10,000 | 50%            |
| ملطية         | ولاية معمورة العزيز | 40,000  | 20,000 | 50%            |